# سیرک (ترانه)
«سیرک» (به انگلیسی: Circus) نام آهنگی از خواننده و آهنگ‌ساز پاپ آمریکایی بریتنی اسپیرز است که به عنوان دومین تک‌آهنگ از آلبوم سیرک در تاریخ ۲ دسامبر ۲۰۰۸ به فرمت دیجیتال دانلود به بازار عرضه شد.تهیه‌کنندگی این کار برعهدهٔ بنی بلانکو و داکتر لوک بوده‌است.پس از اولین پخش این ترانه توری با همین نام توسط بریتنی آغاز شد.متن این ترانه در مورد چگونگی گرداندن یک نمایش را نشان میدهد. این ترانه در کشورهای استرالیا، کانادا، دانمارک، نیوزلند، سوئد و آمریکا با نظر مثبت کارشناسان همراه شد.این ترانه در بین پرفروش‌ترین ترانه‌های تمامی دوره‌ها شناخته شد.بریتنی این ترانه را در برنامه صبح بخیر آمریکا به صورت زنده اجرا کرد.این ترانه نزدیک به پنج میلیون نسخه در سراسر جهان به فروش رفت. همچنین این ترانه یک مقام پلاتینیوم و دو مقام طلا از شرکت آر آی ای ای بدست آورد.